# Río Cosapa
Der Río Cosapa ist ein Fluss im Departamento Oruro im Hochland des südamerikanischen Anden-Staates Bolivien.
Der Río Cosapa entspringt im Municipio Turco in der Provinz Sajama etwa einen Kilometer oberhalb der Ortschaft Cosapa an den östlichen Ausläufern des Vulkankegels Sajama, mit 6542 m der höchste Berg Boliviens. Der Fluss fließt auf seiner gesamten Länge in südlicher und südöstlicher Richtung. Nennenswerte Nebenflüsse in seinem Verlauf sind von Norden kommend der Río Palcoma und der Río Jaruma. Nach insgesamt 81 Kilometern mündet der Río Cosapa im Municipio Escara in der Provinz Litoral in den Río Turco. Der Río Turco fließt im weiteren Verlauf über den Río Lauca in den abflusslosen Salzsee Salar de Coipasa, den zweitgrößten Salzsee Boliviens. Dieser liegt auf dem bolivianischen Altiplano auf einer mittleren Höhe von 3680 m.